# I liga 1982-1983 (pallacanestro maschile)
La I liga 1982-1983 è stata la 49ª edizione del massimo campionato polacco di pallacanestro maschile. La vittoria finale è stata ad appannaggio del Lech Poznań.

## Risultati

### Stagione regolare
|     | Squadra            | G  | V  | P  | PF   | PS   | Pt. | Qualificazione       |
| --- | ------------------ | -- | -- | -- | ---- | ---- | --- | -------------------- |
| 1.  | Górnik Wałbrzych   | 18 | 15 | 3  | 1790 | 1576 | 33  | girone finale        |
| 2.  | Gwardia Breslavia  | 18 | 14 | 4  | 1537 | 1409 | 32  | girone finale        |
| 3.  | Lech Poznań        | 18 | 13 | 5  | 1697 | 1447 | 31  | girone finale        |
| 4.  | Zagłębie Sosnowiec | 18 | 11 | 7  | 1544 | 1536 | 29  | girone finale        |
| 5.  | Bobry Bytom        | 18 | 10 | 8  | 1455 | 1463 | 28  | girone finale        |
| 6.  | Śląsk Breslavia    | 18 | 9  | 9  | 1584 | 1670 | 27  | girone finale        |
| 7.  | Wisła Cracovia     | 18 | 8  | 10 | 1735 | 1632 | 26  | girone retrocessione |
| 8.  | Legia Varsavia     | 18 | 6  | 12 | 1519 | 1621 | 24  | girone retrocessione |
| 9.  | Polonia Varsavia   | 18 | 6  | 12 | 1405 | 1527 | 24  | girone retrocessione |
| 10. | Pogoń Stettino     | 18 | 3  | 15 | 1392 | 1917 | 21  | girone retrocessione |

### Girone retrocessione
|     | Squadra          | G  | V  | P  | PF   | PS   | Pt. | Qualificazione        |
| --- | ---------------- | -- | -- | -- | ---- | ---- | --- | --------------------- |
| 7.  | Wisła Cracovia   | 30 | 17 | 13 | 2971 | 2762 | 47  |                       |
| 8.  | Legia Varsavia   | 30 | 15 | 15 | 2698 | 2733 | 45  |                       |
| 9.  | Polonia Varsavia | 30 | 9  | 21 | 2496 | 2662 | 39  | retrocesse in II liga |
| 10. | Pogoń Stettino   | 30 | 3  | 27 | 2446 | 3100 | 33  | retrocesse in II liga |

### Girone finale
|    | Squadra            | G  | V  | P  | PF   | PS   | Pt. |
| -- | ------------------ | -- | -- | -- | ---- | ---- | --- |
| 1. | Lech Poznań        | 28 | 22 | 6  | 2461 | 2151 | 50  |
| 2. | Górnik Wałbrzych   | 28 | 22 | 6  | 2662 | 2377 | 50  |
| 3. | Gwardia Breslavia  | 28 | 18 | 10 | 2377 | 2272 | 46  |
| 4. | Zagłębie Sosnowiec | 28 | 17 | 11 | 2386 | 2329 | 45  |
| 5. | Bobry Bytom        | 28 | 12 | 16 | 2119 | 2198 | 40  |
| 6. | Śląsk Breslavia    | 28 | 9  | 19 | 2418 | 2590 | 37  |

| I liga 1982-1983      |
| --------------------- |
| Lech Poznań 8º titolo |

## Formazione vincitrice
| N° | Naz.               | Ruolo | Sportivo               |  | Alt. |  |
| -- | ------------------ | ----- | ---------------------- |  | ---- |  |
|    | Polonia (bandiera) | C     | Zbigniew Bogucki       |  | 203  |  |
|    | Polonia (bandiera) | A     | Dariusz Garstka        |  | 195  |  |
|    | Polonia (bandiera) | C     | Jarosław Jechorek      |  | 209  |  |
|    | Polonia (bandiera) | P     | Wojciech Kiełbasiewicz |  | 186  |  |
|    | Polonia (bandiera) | AP    | Tomasz Kiełpiński      |  | 198  |  |
|    | Polonia (bandiera) | P     | Eugeniusz Kijewski     |  | 186  |  |
|    | Polonia (bandiera) | A     | Marek Kostencki        |  | 201  |  |
|    | Polonia (bandiera) | G     | Andrzej Lisztwan       |  | 187  |  |
|    | Polonia (bandiera) | A     | Jarosław Marcinkowski  |  | 200  |  |
|    | Polonia (bandiera) | A     | Włodzimierz Maserok    |  | 202  |  |
|    | Polonia (bandiera) | A     | Ireneusz Mulak         |  | 195  |  |
|    | Polonia (bandiera) | GA    | Marek Plewiński        |  | 195  |  |
|    | Polonia (bandiera) | P     | Grzegorz Pluciński     |  | 185  |  |
|    | Polonia (bandiera) | All.  | Wojciech Krajewski     |  |      |  |

## Premi e riconoscimenti
- MVP stagione regolare:  Dariusz Szczubiał, Zagłębie Sosnowiec